# Tuffi ai campionati mondiali di nuoto 2017
Le gare di tuffi ai campionati mondiali di nuoto 2017 si sono svolte dal 14 al 30 luglio 2017, presso la Duna Aréna e Batthyány tér, nella città di Budapest. Sono state disputate un totale di 15 gare: 6 maschili, 6 femminili e 3 miste.

## Calendario
| Data           | Ora (UTC+2) | Evento                                         |
| -------------- | ----------- | ---------------------------------------------- |
| 14 luglio 2017 | 11:00       | Eliminatorie trampolino 1 m maschile           |
| 14 luglio 2017 | 16:00       | Eliminatorie trampolino 1 m femminile          |
| 15 luglio 2017 | 10:00       | Eliminatorie trampolino 3 m sincro maschile    |
| 15 luglio 2017 | 13:00       | Finale piattaforma 10 m misti                  |
| 15 luglio 2017 | 16:00       | Finale trampolino 1 m femminile                |
| 15 luglio 2017 | 18:30       | Finale trampolino 3 m sincro maschile          |
| 16 luglio 2017 | 10:00       | Eliminatorie piattaforma 10 m sincro femminile |
| 16 luglio 2017 | 15:30       | Finale trampolino 1 m maschile                 |
| 16 luglio 2017 | 18:30       | Finale piattaforma 10 m sincro femminile       |
| 17 luglio 2017 | 10:00       | Eliminatorie trampolino 3 m sincro femminile   |
| 17 luglio 2017 | 13:00       | Eliminatorie piattaforma 10 m sincro maschile  |
| 17 luglio 2017 | 16:00       | Finale trampolino 3 m sincro femminile         |
| 17 luglio 2017 | 18:30       | Finale piattaforma 10 m sincro maschile        |
| 18 luglio 2017 | 10:00       | Eliminatorie piattaforma 10 m femminile        |
| 18 luglio 2017 | 15:30       | Semifinale piattaforma 10 m femminile          |
| 18 luglio 2017 | 18:30       | Finale squadra mista                           |
| 19 luglio 2017 | 10:00       | Eliminatorie trampolino 3 m maschile           |
| 19 luglio 2017 | 15:30       | Semifinale trampolino 3 m maschile             |
| 19 luglio 2017 | 18:30       | Finale piattaforma 10 m femminile              |
| 20 luglio 2017 | 10:00       | Eliminatorie trampolino 3 m femminile          |
| 20 luglio 2017 | 15:30       | Semifinale trampolino 3 m femminile            |
| 20 luglio 2017 | 18:30       | Finale trampolino 3 m maschile                 |
| 21 luglio 2017 | 10:00       | Eliminatorie piattaforma 10 m maschile         |
| 21 luglio 2017 | 15:30       | Semifinale piattaforma 10 m maschile           |
| 21 luglio 2017 | 18:30       | Finale trampolino 3 m femminile                |
| 22 luglio 2017 | 14:00       | Finale trampolino 3 m misti                    |
| 22 luglio 2017 | 17:00       | Finale piattaforma 10 m maschile               |
| 28 luglio 2017 | 12:30       | Eliminatorie grandi altezze 20 m femminile     |
| 28 luglio 2017 | 14:00       | Eliminatorie grandi altezze 27 m maschile      |
| 29 luglio 2017 | 12:15       | Finale grandi altezze 20 m femminile           |
| 30 luglio 2017 | 12:00       | Finale grandi altezze 27 m maschile            |

## Podi

### Uomini
| Evento                      | Oro                                    | Punteggio | Argento                                 | Punteggio | Bronzo                                 | Punteggio |
| Tuffi individuali           |                                        |           |                                         |           |                                        |           |
| Trampolino 1 m (dettagli)   | Peng Jianfeng                          | 448,40    | He Chao                                 | 447,20    | Giovanni Tocci                         | 444,25    |
| Trampolino 3 m (dettagli)   | Xie Siyi                               | 547,10    | Patrick Hausding                        | 526,15    | Il'ja Zacharov                         | 505,90    |
| Piattaforma 10 m (dettagli) | Tom Daley                              | 590,95    | Chen Aisen                              | 585,25    | Yang Jian                              | 565,15    |
| Tuffi sincronizzati         |                                        |           |                                         |           |                                        |           |
| Trampolino 3 m (dettagli)   | Russia Evgenij Kuznecov Il'ja Zacharov | 450,30    | Cina Cao Yuan Xie Siyi                  | 443,40    | Ucraina Oleh Kolodij Illja Kvaša       | 429,99    |
| Piattaforma 10 m (dettagli) | Cina Chen Aisen Yang Hao               | 498,48    | Russia Oleksandr Bondar Viktor Minibaev | 458,85    | Germania Patrick Hausding Sascha Klein | 440,82    |
| Grandi altezze              |                                        |           |                                         |           |                                        |           |
| Grandi altezze (dettagli)   | Steven LoBue                           | 397,15    | Michal Navrátil                         | 390,90    | Alessandro De Rose                     | 379,65    |

### Donne
| Evento                      | Oro                         | Punteggio | Argento                                       | Punteggio | Bronzo                                     | Punteggio |
| Tuffi individuali           |                             |           |                                               |           |                                            |           |
| Trampolino 1 m (dettagli)   | Maddison Keeney             | 314,95    | Nadežda Bažina                                | 304,70    | Elena Bertocchi                            | 296,40    |
| Trampolino 3 m (dettagli)   | Shi Tingmao                 | 383,50    | Wang Han                                      | 359,40    | Jennifer Abel                              | 351,55    |
| Piattaforma 10 m (dettagli) | Cheong Jun Hoong            | 397,50    | Si Yajie                                      | 396,00    | Ren Qian                                   | 391,95    |
| Tuffi sincronizzati         |                             |           |                                               |           |                                            |           |
| Trampolino 3 m (dettagli)   | Cina Chang Yani Shi Tingmao | 333,30    | Canada Jennifer Abel Mélissa Citrini-Beaulieu | 323,43    | Russia Nadežda Bažina Kristina Il'inych    | 312,60    |
| Piattaforma 10 m (dettagli) | Cina Ren Qian Si Yajie      | 352,56    | Corea del Nord Kim Mi-rae Kim Kuk-hyang       | 336,48    | Malaysia Cheong Jun Hoong Pandelela Rinong | 328,74    |
| Grandi altezze              |                             |           |                                               |           |                                            |           |
| Grandi altezze (dettagli)   | Rhiannan Iffland            | 320,70    | Adriana Jiménez                               | 308,90    | Jana Nescjarava                            | 303,95    |

### Misti
| Evento                      | Oro                                  | Punteggio | Argento                                  | Punteggio | Bronzo                                     | Punteggio |
| Tuffi sincronizzati         |                                      |           |                                          |           |                                            |           |
| Trampolino 3 m (dettagli)   | Cina Wang Han Li Zheng               | 323,70    | Gran Bretagna Grace Reid Tom Daley       | 308,04    | Canada Jennifer Abel François Imbeau-Dulac | 297,72    |
| Piattaforma 10 m (dettagli) | Cina Ren Qian Lian Junjie            | 352,98    | Gran Bretagna Lois Toulson Matty Lee     | 323,28    | Corea del Nord Kim Mi-rae Hyon Il-myong    | 318,12    |
| Squadra (dettagli)          | Francia Matthieu Rosset Laura Marino | 406,40    | Messico Rommel Pacheco Viviana Del Angel | 402,35    | Stati Uniti Krysta Palmer David Dinsmore   | 395,90    |

## Medagliere
| Pos.   | Paese          | Oro | Argento | Bronzo | Totale |
| ------ | -------------- | --- | ------- | ------ | ------ |
| 1      | Cina           | 8   | 5       | 2      | 15     |
| 2      | Australia      | 2   | 0       | 0      | 2      |
| 3      | Russia         | 1   | 2       | 2      | 5      |
| 4      | Gran Bretagna  | 1   | 2       | 0      | 3      |
| 5      | Malaysia       | 1   | 0       | 1      | 2      |
| 5      | Stati Uniti    | 1   | 0       | 1      | 2      |
| 7      | Francia        | 1   | 0       | 0      | 1      |
| 8      | Messico        | 0   | 2       | 0      | 2      |
| 9      | Canada         | 0   | 1       | 2      | 3      |
| 10     | Corea del Nord | 0   | 1       | 1      | 2      |
| 10     | Germania       | 0   | 1       | 1      | 2      |
| 12     | Rep. Ceca      | 0   | 1       | 0      | 1      |
| 13     | Italia         | 0   | 0       | 3      | 3      |
| 14     | Bielorussia    | 0   | 0       | 1      | 1      |
| 14     | Ucraina        | 0   | 0       | 1      | 1      |
| Totale | Totale         | 15  | 15      | 15     | 45     |